# Серковка (Ивановская область)
Серковка — деревня в Лухском районе Ивановской области. Входит в состав Порздневского сельского поселения.

## География
Находится в восточной части Ивановской области на расстоянии приблизительно 17 км на северо-восток по прямой от районного центра поселка Лух.

## История
В 1872 году здесь (тогда деревня в составе Юрьевецкого уезда Костромской губернии) было учтено 11 дворов, в 1907 году —22.

## Население
Постоянное население составляло 58 человек (1872 год), 84 (1897), 116 (1907), 13 в 2002 году (русские 100 %), 10 в 2010.